# Tadeáš Salva
Tadeáš Salva (* 22. Oktober 1937 in Lúčky; † 3. Januar 1995 in Bratislava) war ein slowakischer Komponist. 
Salva hatte von 1953 bis 1958 am Konservatorium von Žilina Unterricht in den Fächern Cello, Akkordeon und Klavier. Er studierte von 1958 bis 1960 an der Musikakademie von Bratislava bei Ján Cikker und Alexander Moyzes und bis 1965 an der Staatlichen Musikhochschule Katowice bei Bolesław Szabelski sowie bei Witold Lutosławski. 
Von 1965 bis 1968 leitete er die Musikabteilung des Rundfunks in Košice, danach wirkte er als Fernsehdramaturg des Slowakischen Fernsehens in Bratislava. Von 1977 bis 1988 war er Programmdirektor des Slovenský ľudový umelecký kolektív (SLUK). Ab 1990 war er Vorsitzender des slowakischen Komponistenverbandes, ab 1991 Professor an der Universität von Nitra. 
Salva komponierte Bühnenwerke, sinfonische Musik, darunter Sinfonien und Instrumentalkonzerte, kammermusikalische und Vokalwerke sowie Werke für elektroakustische Instrumente.

## Werke
- Sedem kresieb für Klavier, 1959
- Sláčikové kvarteto „Dies irae“ c. 1, 1959
- Impresie für Klavier, 1960
- Canti lineae, 1961
- Symfonietta in C für Streichorchester, 1962
- Sláčikové kvarteto c. 2, 1962
- Idée für Orchester, 1964
- Sedem kresieb für Orchester, 1964
- Canticum Zachariae, 1964
- Koncert, 1965
- Rozhlasové oratórium, 1965
- Symfónia lásky, 1966
- Rapsódia für Orgel, 1966
- Tragédia človeka, 1967
- Zem, 1967
- Requiem aeternam, 1967
- Koncert für Cello und Orchester, 1967
- Moment musical, 1967
- Te Deum für Orgel, 1968
- Litaniae lauretanae, 1968
- Mša Glagolskaja, 1969
- Sláčikové kvarteto c. 3, 1969
- Princezná Medunička, 1970
- Óda ’70 für Orchester, 1970
- Etuda für Orchester, 1970
- Musica per archi, 1970
- Hrajte že mi, hrajte, husličky z javora, 1970
- Burleska für Violine und Orchester, 1970
- Sláčikové kvarteto c. 3b, 1970
- Margita a Besná, Fernsehoper, 1971
- Rapsódia für Gitarre, 1971
- Balada-fantázia, 1971
- Harmonics, 1971
- Farbuška, 1972
- Vojna a svet, 1972
- Sonáta für Klavier, 1972
- Dva talianske madrigaly, 1972
- Svadobná balada, 1972
- Hrajme sa, hrajme, 1972
- "150 000 000" (Stopätdesiat miliónov), 1973
- Dobrý den, moji mrtví, 1973
- Žalospevy, 1974
- Hmla, Schauspielmusik, 1974
- Junácka pasovačka, 1974
- Tebe neodzvonia, 1974
- Slávnostná hudba für Orchester, 1974
- Balada per duodecimo archi, 1974
- Balada für Violine, 1974
- Balada für zwei Klarinetten, 1974
- Balada, 1974
- Ballad for mixed choir, 1974
- Ária, 1975
- Balada für Flöte, 1975
- Detvan, 1975
- Klopanie na rínu, Opernballett, 1975
- Slovenská rapsódia für Flöte und Orchester, 1975
- Ballad for magnetophone tape, 1975
- Terchovské pastorále, 1975
- Plač - rozhlasová kvadrofónna opera, 1976
- Gajdoš z hudcovho vrchu, 1976
- Koncertantná rapsódia, 1976
- Balada, 1976
- Ballad For Cello Solo, 1977
- Baroque variácie blues, 1977
- Madrigal, 1977
- Slovenské madrigalové melódie, 1977
- Štyri hodinke bili, 1978
- Mníška, 1978
- Koncertantná symfónia, 1978
- Musica in memoriam A. Honegger, 1978
- Slovenské concerto grosso c. 1, 1978
- Uspávanky, 1979
- Sonatína pre husle a klavír z cyklu Rozprávky o zázracných huslickách samohrajkách, 1979
- Stories About Miraculous Self-Playing Violin, 1979
- Musica...musica, 1979
- Magnificus vita salutis (Vitaj, majestátny život-láska), 1974
- Lullabies, 1979
- Balada o matke, mládencovi a deve, 1979
- Italian Madrigal na tému Heinricha Schütza, 1979
- Reminiscences On The Theme Of "Mondscheinsonate" for flute, guitar and percussions, 1980
- Ballad for two pianos, 1980
- Ballad for contrabass, 1980
- Árie in memoriam prof. M. Kabelác, 1980
- Ária (M. Herz), 1980
- Ballad for viola, 1981
- Slovenské concerto grosso c. 2, 1981
- Rapsódia für Violine und Orchester, 1981
- Variácie na tému Malého prelúdia c.6 J. S. Bacha für Flöte, Violine, Cello und Klavier, 1981
- Reminiscor, Opernballett, 1982
- Musica pro defunctis in memoriam Tadeusz Baird für Orgel, 1982
- Malá suita für Violine und Klavier, 1982
- Variácie in memoriam J. Ježek, 1982
- Balada na tému Menuetu z Vodnej hudby G. F. Händla, 1983
- Mechúrik-Košcúrik s kamarátmi, musikalisches Märchen, 1983
- Symfonia pastoralis in E in memoriam B. Szabelski, 1983
- Slovenská rapsódia c. 1, 1984
- Dve árie, 1984
- The Purest Love, 1984
- Variations RE MI MI RE LA - MI RE DO MI RE LA for piano für Klavier/Klavier zu vier Händen, 1985
- Impresie für Horn und Klavier, 1986
- Slovenské pastorále, 1986
- Ballad for English horn, vibraphone and tam tam, 1986
- Autoportrét, 1986
- 12 symfonických prelúdií, 1987
- Slovenská piesen piesní, 1987
- Christmas Pastorale, 1987
- Slovenské concerto grosso c. 3, 1987
- Etuda, 1987
- Saxofoniáda, 1988
- Balada-symfónia, 1988
- String Quartet No. 4, 1988
- Slovenské concerto grosso c. 4, 1988
- Spievanky...spievanky, 1988
- Slovenské concerto grosso c. 5, 1989
- Štyri malé prelúdiá für Klavier, 1989
- Malá suita für Cello und Klavier, 1989
- Dvanást prelúdií pre dve violoncelá, 1989
- Slovak Pater Noster, 1989
- Komorná symfónia - Liturgická, 1989–94
- Symfónia c.5, 1990
- Three arias for violoncello and piano, 1990
- Slovak concerto grosso No. 1b, 1991
- Perpetuum mobile. Koncertantná hudba na goralské témy, 1992
- Variácie für Cembalo, 1992
- Prelúdiá TA-AD-DE-EU-US - SA-AL-LA-AV-VA-AT für Klavier, 1992
- Slovenské vokálne concerto grosso, 1993
- Slovenské liturgické concerto grosso, 1994
- Preludes für Violine, Cello und Klavier, 1994
- Impresie pre fagot a klavír, 1995

## Quelle
- Music Centre Slvakia - Tadeáš Salva

| Personendaten    | Personendaten          |
| ---------------- | ---------------------- |
| NAME             | Salva, Tadeáš          |
| KURZBESCHREIBUNG | slowakischer Komponist |
| GEBURTSDATUM     | 22. Oktober 1937       |
| GEBURTSORT       | Lúčky                  |
| STERBEDATUM      | 3. Januar 1995         |
| STERBEORT        | Bratislava             |